# George L. Yaple

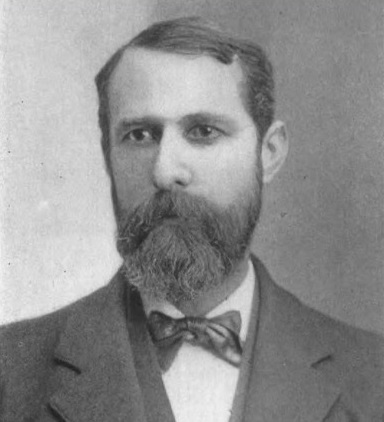
George L. Yaple im Jahr 1900

George Lewis Yaple (* 20. Februar 1851 in Leonidas, St. Joseph County, Michigan; † 16. Dezember 1939 in Mendon, Michigan) war ein amerikanischer Politiker. Zwischen 1883 und 1885 vertrat er den Bundesstaat Michigan im US-Repräsentantenhaus.

## Werdegang
Im Jahr 1857 zog George Yaple mit seinen Eltern nach Mendon, wo er die öffentlichen Schulen besuchte. Danach ging er auf das Albion College, ehe er bis 1874 an der Northwestern University in Evanston (Illinois) studierte. Nach einem anschließenden Jurastudium und seiner im Jahr 1872 erfolgten Zulassung als Rechtsanwalt begann er ab 1877 in Mendon in seinem neuen Beruf zu arbeiten. Dazwischen war er fünf Jahre in der Landwirtschaft tätig. Gleichzeitig schlug Yaple eine politische Laufbahn ein.
1880 kandidierte er für die kurzlebige Greenback Party erfolglos für den Kongress. Danach schloss er sich den Demokraten an. Bei den Kongresswahlen des Jahres 1882 wurde er als deren Kandidat im vierten Wahlbezirk von Michigan in das US-Repräsentantenhaus in Washington, D.C. gewählt, wo er am 4. März 1883 die Nachfolge von Julius C. Burrows antrat. Da er bei den Wahlen des Jahres 1884 gegen Burrows verlor, konnte er bis zum 3. März 1885 nur eine Legislaturperiode im Kongress absolvieren.
Yaple bewarb sich im Jahr 1886 erfolglos um das Amt des Gouverneurs von Michigan. 1888 war er Delegierter zur Democratic National Convention in St. Louis, auf der US-Präsident Grover Cleveland zur Wiederwahl nominiert wurde. Danach arbeitete er wieder als Anwalt in Mendon. Zwischen 1894 und 1911 war Yaple Richter im 15. Gerichtsbezirk von Michigan. 1916 wechselte er zur Republikanischen Partei über. Die folgenden Jahre bis zu seinem Tod am 16. Dezember 1939 verbrachte er in Mendon im Ruhestand. Dort wurde er auch beigesetzt.